# Požari u Hrvatskoj 2022
U Hrvatskoj je od početka godine do sredine svibnja 2022. zabilježeno 8 755 požara na otvorenim prostorima, objektima te prometnim sredstvima. U usporedbi s istim razdobljem 2021. ukupan broj požara porastao je za 45,24 posto.
Najviše požara zabilježeno je u Splitsko-dalmatinskoj županiji (882), a potom slijede Karlovačka sa 442, Ličko-senjska sa 415, Zadarska sa 393 te Zagrebačka sa 380 požara. Međutim, kada se gleda veličina zgarišta, procjenjuje se da je požar najviše štete učinio na području Sisačko-moslavačke županije gdje je izgorjelo 11,7 hektara. Potom slijede Karlovačka s preko 8,9 hektara zgarišta, Ličko-senjska sa sedam tisuća hektara, Šibensko-kninska sa 3,2 tisuće hektara.
Vatrogasci su najviše posla imali tijekom ožujka, dok su travanj i svibanj bili mirniji.